# Астијаг
Астијаг (владао од 585. до 550. п. н. е.) је био владар из иранске династије Међана, односно последњи владар Медијског царства.
На трону је наследио свог оца Кијаксара, а након 35 година владавине свргнуо га је сопствени унук, персијски владар Кир Велики (оснивач Персијског цартва).

## Име и етимологија
Име „Астијаг“ потиче од староиранског израза Ришти Ваига што значи „Бацач копља“, а кроз историју се појављује у различитим облицима; Иштумегу на акадском језику, Херодот га ословљава Астиагес, Диодор са Сицилије Аспадас, а Ктезије и Фотије I Астуïгас. Према једној верзији на грчком језику, његово име значи „Разарач градова“. На курдском језику се спомиње као Азхдихак или Ајдихак, а на персијском ایشتوویگو (Иштовигу).

## Породица
Астијаг је био син Кијаксара, владара Међанског царства, кога је наследио 585. п. н. е. Оженио се Аријеном, сестром лидијског краља Креза, док се Астијагова сестра Амитис удала за вавилонског краља Набукодоносора II. Овим дипломатским браковима Астијаг постаје родбински повезан с најбогатијим и најмоћнијим државама Блиског истока, што омогућава његовој Међанској царевини дуг период мира и благостања. У то доба током Међанског царства цветао је зороастризам, у Лидији се појављују славни научници и књижевници попут Солона, Езопа и Талеса, док Набукодоносор II претвара Вавилон у метрополу какву свет дотада још није видео. Астијагова ћерка Мандана удала се за персијског вазалског владара Камбиза I са којим је имала сина Кира Великог, који ће касније свргнути свог деду са престола.

## Историјски извори
Већина информација о Астијагу темељи се на другом делу Херодотове књиге „Историја“, која је писана у 5. веку п. н. е., више од сто година након Астијагове владавине. Ипак, дело грчког историчара представља готово једини извор информација, док se остали (најчешће фрагментални) извори надовезују на његове приче, или пак служе за проверу веродостојности истих.
Не постоји сумња у Херодотове наводе како је Астијаг био син ђанског краља Кијаксара, будући да је то потврђено у древним источњачким записима на клинастом писму. Према тим документима, Кијаксар је већ 614. п. н. е. владао на међанском трону, када је разорио асирско верско средиште Асур. За Кијаксара се такође зна да је био жив 585. п. н. е., будући да је тада потписао мировни споразум са Лидијцима, са којима је претходно пет година био у рату. Такође, како би оснажио уговор на његову иницијативу су склопљени дипломатски бракови између Међана и Лидијаца; сестра лидијског краља Креза (Аријена) удала се за међанског принца и престолонаследника Астијага.
Аријена није била прва Астијагова жена. Наиме, његова ћерка Мандана удала се за персијског краља Камбиза I пре 576. п. н. е., када је рођен њихов син Кир Велики. Ово наговештава да је Мандана вероватно рођена најраније 590. п. н. е., односно најмање пет година пре међанско-лидијског споразума и политичког брака. Ово сведочи да је Астијаг најверојатније имао жену пре венчања са Аријеном. Према Ктезију, Астијагов унук Кир Велики оженио се Астијаговом ћерком која би истовремено била и Кирова ујна, што је још један доказ како се Астијаг претходно женио.
Вавилонски историчар Берос из 3. века п. н. е. спомиње како је након пада Асура 614. п. н. е. савез Међана и Вавилонаца оснажен још једним краљевским венчањем; Вавилонски принц Набукодоносор II оженио се Астијаговом ћерком Амитис. Ово се ипак сматра практично немогућим, јер у случају да је та прича тачна Астијаг би требало да је имао готово 100 година када је свргнут са власти. Верватније је да је Амитис била ћерка Кијаксара, односно Астијагова сестра.
Херодот наводи како је Астијаг владао 35 година након чега је свргнут од стране Кира Великог што се поклапа са вавилонијским записима на клинастом писму (Набонидове хронике), према којима се наведено свргавање одиграло током шесте године владавине краља Набонида, тачније између 10. марта 550. и 28. марта 549. п. н. е. Према наведеним подацима лако је израчунати да је Астијаг наследио оца 585. п. н. е., исте године када је Кијаксар потписао споразум са Лидијом. Раздобља владавине ранијих међанскоих краљева (укупно 150 година) Херодот је поделио на четири дела, што значи да је сваки од четири краља владао пола животног века, односно око 37 година.

## Херодотова легенда о Астијагу и Киру
Херодотова прича о Кировом раном животу припада жанру легенди о напуштеној деци попут Едипа, Мојсија или Ромула и Рема која се касније боре за краљевски трон. Киров надређени био је његов деда Астијаг, владар моћне Међанског царства.
Након Кировог рођења, Астијаг је сањао сан који је његов свештеник протумачио као знак да ће га његов унук збацити с престола, па је свом генералу Харпагу наредио је да дете убије. Харпаг, коме морал није дозволио да убије новорођенче, позвао је краљевског пастира Митрадата из планинске области поред границе с Саспиром, и наредио му да дете остави да умре у планинама. Срећом, пастир и његова жена Кина су се сажалили над дететом па су га присвојили и подигли као своје дете, док су своје мртворођенче показали Харпагу представивши га као Кира.
Кад је Кир имао десет година, Херодот тврди да је постало очигледно да Кир није био пастирев син јер се понашао превише господски. Након што је Кир током дечије игре наредио да бичују сина међанског племића Артембара, краљ Астијаг испитао је дечака и открио да веома личе један на друга. Астијаг је тада затражио од Харпага да објасни шта је учинио са дететом, и након што му је овај признао како није убио новорођенче, краљ га је преварио позивом на гозбу где му је послужио сопственог сина. Астијаг је био попустљив према Киру, па му је дозволио да се врати својим биолошким родитељима, Камбизу и Мандани.Иако се сматра да је Херодотова прича само легенда, она ипак даје увид у личност из Кировог раног живота.

## Рат против Персије
Персија је била вазална краљевина Међанског царства од краја 7. века п. н. е, када су Међани у савезу са Вавилонијом покорили Новоасирско царство и приграбили њене вазалне територије, међу којима је била и Персија. Током међанске доминације постојале су две персијске краљевине Аншан и Парсумаш, алу су биле веома повезане у политичком и родбинском смислу. Године 559. п. н. е. на аншански (персијски) трон долази Кир II Велики, син Камбиза I. Будући да је пренос круне Парсумаша са Арсама (Аријарамнов син) такође прешао на Кира Великог, он је објединио два персијска краљевства па се сматра првим правим персијским краљем. Ипак, у поčетку Кирове владавине Персија је и даље имала вазални статус под доминацијом моћне Међанске царевине којим је владао Астијаг.
Године 553. п. н. е. због неслагања са Астијаговом политиком Камбиз I и Кир Велики подижу персијски устанак против међанске доминације над Персијом. Према Николају из Дамаска, побуну је започео Киров отац Камбиз, док је 24-годишњи Кир истовремено боравио код деде на краљевском двору у Екбатани. Астијаг је више пута одбијао унукове захтеве да посети родитеље у Персији, али на наговор персијског поданика Оебара ипак је Киру дозволио петомесечно путовање на југ. Према Херодоту, одмах након Кировог пута родитељима у Персију међански генерал Харпаг му је у утроби зеца послао тајну поруку о плану завере за свргавањем Астијага, коју је Кир носио како би је предао свом оцу Камбизу. Астијага су наводно приликом забаве узнемириле речи једне песме која је говорила о „дивљој звијери са југа која креће у рат“, што га је подсетило на Кира. На наговор дворских саветника, одлучио је да пошаље 300 коњаника са задатком да врате Кира на краљевски двор живог или мртвог. Међански коњаници су сустигли су сустигли Кира и предали му краљеву наредбу да мора да се вратити у Екбатану, на шта је он привидно пристао и позиво коњанике на гозбу. Идућег јутра Кир је побегао и пожурио до града Хирбе где га је чекао Оебар са 5.000 персијских пешака које је Киру послао отац Камбиз I. У бици код Хирбе персијска војска предвођена Киром победила је међанску коњицу при чему је погинуло 250 Међана, док су остали пожурили да обавесте Астијага о догађају. Битка код Хирбе је за Међане била први велики ударац, као и њихов први војни пораз након дужег времена. Такође, ова битка је натерала међанског краља Астијага да покрене велики војни поход против Персијанаца, док је Кир Велики истовремено покушавао да наговори северне сатрапије на побуну, односно на савез са Персијом.
Након бтике код Хирбе Кир Велики се повукао до границе са Медијом, док је међански владар Астијаг одлучио да нападне Персију са више од 1.205.000 војника. Ипак, од тог великог броја трупа само је мањи део учествовао у биткама, док су Персијанци користили све засположиве снаге које су имали. Након неуспешних преговора, дошло је до главне битке. У бици код персијске границе Астијаг је предводио 20.000 својих личних пратилаца, док је насупрот њему стајала персијска војска са Атрадатом на десном крилу, Оебаром на левом, и Киром у средини који је предводио најхрабрије персијске ратнике. Персијанци су се храбро одбранили и побили много Међана, па је Астијаг наводно заплакао на свом трону и завапио: „Како се храбро боре ти прождрљивци пистаћа“. Ипак, Персијанци су били неупоредиво бројчано надјачани па су се повукли у обилижњи утврђени град. Кир и Оебар су предложили евакуацију жена и деце на југ у Пасаргад, као и наставак битке следећег дана. Наредног јутра, отворена су градска врата и сви Персијанци су кренули у офанзиву, док је Атрадат (Камбиз I) заједно са старцима остао да чува градске зидине. Док су се Кир и Оебар борили на бојишту, Астијаг је послао 100.000 војника да их нападну са леђа, што је Персијанце натерало на повлачење. Камбиз I је након битке био тешко рањен и убрзо након тога преминуо, а Астијаг га је достојно сахранио.
Након херојског отпора у бици код персијске границе, Кир Велики и Оебар су се повукли у планине код Пасаргада, где су блокирали све уске кланце које воде у Персију. Са собом су повели и све персијске мушкарце, жене, децу и старце. Оебар је одлучио да брани пролазе са 10.000 тешких пешака, а поставио је снаге и на путевима који су водили у Персију чиме је требало да онемогући међанско напредовање. Истовремено, међански краљ Астијаг је одлучио да пронађе пролаз кроз планине и тако окружи Персијанце, али то је било врло тешко собзиром да је планина била висока, литице стрме, а пролази блокирани великим каменим зидовима. Око 100.000 Астијагових међанских војника је одлучило да се пење уз стрму планину и тако изненадити Кира и персијске цивиле. Међани су затим окружили узвишење, после чега су напали пролазе које су чували тешко наоружани Персијанци. Међутим, конфигурација терена је онемогућила да бројчана предност међана дође до изражаја. Истовремено, остатак међанских трупа се пробијао кроз густу шуму храстова и дивљих маслина, па су након мукотрпног пробоја успели да стигну персијску војску. У опсади пасаргадског брда 10.000 војника (Персијски бесмртници) предвођених Киром и Оебаром успешно се супроставило десетероструко већој међанској војсци, при чему је наводно погинуло чак 60.000 међанских војника. Персијанци су потукли и остатак међанских трупа у бици код Пасаргада, што је означило крај Астијагове доминације над царством. Недуго затим пао је и главни град Међана Екбатана, а Кир Велики је заробио Астијага.

## Живот након пораза
Преврат који се догодио након персијског устанка је проузроковао преношење политичке моћи са раније надмоћних Међана, на други ирански народ - Персијанце, који су сада владали над Међанима. Кир Велики великодушно понио се према бившем међанском краљу Астијагу; поштедео му је живот, и узео га за личног саветника, и обећао да ће се понашати као његов легитимни наследник. Према Ктезију и Ксенофонту, Кир се оженио Астијаговом ћерком Амитисом што се чини нелогичним јер би тада она била и његова жена и ујна. Вероваатније је објашњење да се Астијаг претходно оженио још једном женом која му је родила Мандану, док је Амитис била кћер Кијаксара, односно Астијагова сестра. Екбатана, дојучерашњи главни град Медије, због своје велике стратешке важности за контролисање средње Азије је постала главним град нове, Ахеменидског Персијског царства.
Након свргавања Астијага, његов шурак Крез (краљ Лидије) је кренуо у обрачун са Киром Великим у нади да ће освети свог зета односно да прошири своје Лидијско краљевство на исток, што 547. п. н. е. завршило катастрофалним поразом и падом Лидије под власт Персијског царства. За Астијага се претпоставља да је умро 540-е п. н. е, а једна од верзија смрти (према Ктезију) говори да га је политички опонент Оебар током путовања из Партије оставио да умре у пустињи, али након што је Кир открио његово недело генерал Оебар је починио самоубојство да би избегао освету Астијагове сестре Амитисе.

## Хронологија
- 610-е п. н. е.- рођење Астијага, сина међанског владара Кијаксара.
- 590. п. н. е. -рођење Астијагове ћерке Мандане.
- 585. п. н. е. -Астијаг долази на престо Међанског царства.
- 577. п. н. е. - удаја Мандане за персијског владара Камбиза I.
- 576. п. н. е. - рођење Астијаговог унука, односно Камбизовог и Манданиног сина Кира Великог.
- 553. п. н. е. - избијање персијског устанка.
- 552. п. н. е. - неуспешни покушај Астиага да спречи Кира на његовом путу из Екбатане у Персију; победа Персијанаца у бици код Хирбе.
- 551. п. н. е. - Астијаг лично креће у гушење персијског устанка, али Кир одолијева међанским нападима у бици код персијске границе.
- 550. п. н. е. - пораз Астијагове војске током опсаде пасаргадског брда и код Пасаргада.
- 550. п. н. е. - пад међанске метрополе Екбатане; Кир Велики оснива Ахеменидско Персијско царство, поштедевши Астијагу живот узима га за личног саветника.
- 540-е п. н. е. – Астијаг умире.